# Diego Willis
Diego Armando Willis Orozco (Sonora, México, 11 de mayo de 1999) es un jugador de baloncesto profesional mexicano que juega para los Rayos de Hermosillo del Circuito de Baloncesto de la Costa del Pacífico CIBACOPA. Jugó baloncesto universitario para los NJIT Highlanders y los Stephen F. Austin Lumberjacks. Ha jugado para la selección nacional masculina de baloncesto de México. Fue nombrado novato del año por la Liga de Baloncesto en 2022 en la Liga Nacional de Baloncesto Profesional.

## Carrera juvenil
Debido a una actuación impresionante en el torneo juvenil 200 mil Estudiantes por México, Willis recibió una beca para jugar en la Academia Canarias de Baloncesto en España en 2014. Promedió 18,2 puntos y 4,6 rebotes por partido en su último año. Firmó una Carta Nacional de Intenciones para ir a New Jersey Institute of Technology de la NCAA División I.

## Carrera universitaria
En su tercer año, Willis promedió 5,9 puntos y 3,3 rebotes por partido. Después de la temporada, fue transferido a Stephen F. Austin.

## Carrera profesional
Diego Willis se unió a los Libertadores de Querétaro de la Liga Nacional de Baloncesto Profesional (LNBP) de México luego de salir de la universidad. Hizo su debut profesional en una derrota por 93-80 ante la Fuerza Regia de Monterrey el 22 de julio. Willis fue nombrado Novato del Año 2022. Como miembro de los Rayos de Hermosillo, Willis fue nombrado All-Star de la CIBACOPA en 2024.
El 24 de diciembre de 2024, es presentado como el primer jugador del roster Ángeles de la Ciudad de México para la CIBACOPA para su temporada 2025.

## Carrera en la selección nacional
Willis fue convocado por primera vez a la selección nacional de México para la FIBA AmeriCup de 2017. Willis representó a México en los Juegos Panamericanos de 2019.